# Contentieux relatif aux îles Kouriles
Le différend relatif aux îles Kouriles (en russe : Спор о принадлежности Курильских островов, Spor o prinadlezhnosti Kurilskikh ostrovov), aussi connu sous le nom de différend relatif aux territoires du Nord (en japonais : 北方領土問題, Hoppō Ryōdo Mondai), est un contentieux entre le Japon et la Russie (ainsi que certains représentants de la communauté des Aïnous) sur la souveraineté des Kouriles du Sud. Les îles contestées, annexées par les forces soviétiques lors de l'invasion soviétique de la Mandchourie à la fin de la Seconde Guerre mondiale et actuellement sous administration russe en tant que raïon de Ioujno-Kourilsk de l'oblast de Sakhaline (Сахалинская область, Sakhalinskaya oblast), sont réclamées par le Japon qui les appelle Territoires du Nord (北方領土, Hoppō Ryōdo) ou Chishima du Sud (南千島, Minami Chishima), comme faisant partie de la sous-préfecture de Nemuro de la préfecture de Hokkaidō.
Le traité de San Francisco avec le Japon de 1951 stipule que le Japon renonce à tous droits, titres et revendications sur les îles Kouriles mais ne reconnaît pas non plus la souveraineté de l'Union soviétique sur ces îles. Par ailleurs, le Japon allègue actuellement qu'au moins une partie des îles en litige ne font pas partie des îles Kouriles et donc ne sont pas couvertes par le traité. La Russie soutient que la souveraineté de l'Union soviétique sur les îles a été reconnue par les Alliés dans leurs accords de la fin de la Seconde Guerre mondiale, notamment le Protocole de Yalta de 1945. Toutefois, le Japon conteste cette affirmation par un argument d'antériorité. Les îles en litige sont :
- Itouroup (en russe Итуруп ; en japonais 択捉島, Etorofu-tō),
- Kounachir (en russe Кунашир ; en japonais 国後島, Kunashiri-tō),
- Chikotan (en russe Шикотан ; en japonais 色丹島, Shikotan-tō),
- les îles Habomai (en russe острова Хабомаи, ostrova Habomai ; en japonais 歯舞諸島, Habomai-shotō).

## Contexte historique

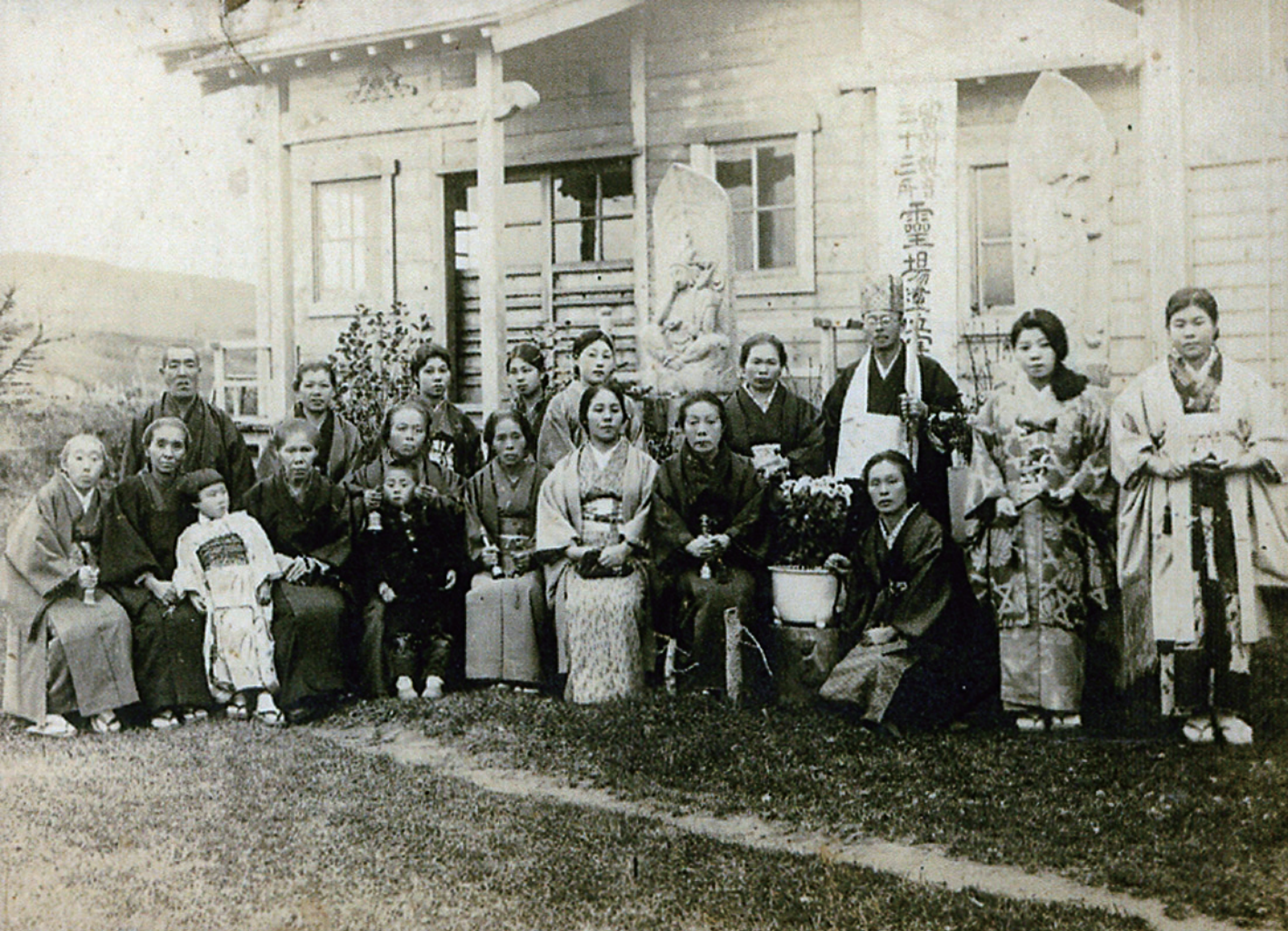
Résidents japonais d'Itouroup (alors appelés Etorofu) et un temple bouddhiste (avant 1939)

Le premier accord russo-japonais pour déterminer le statut de Sakhaline et des îles Kouriles est le traité de Shimoda de 1855 qui marque le début des relations officielles entre la Russie et le Japon. L'article 2 du traité de Shimoda dispose: « À l'avenir, la frontière entre les deux pays passera entre les îles d'Itouroup et d'Ouroup. L'île d'Itouroup appartient tout entière au Japon et les îles Kouriles situées plus au nord, y compris Ouroup, appartiennent à la Russie.» Les îles de Kunashiri, Shikotan et les Habomai qui se trouvent toutes au Sud d'Itouroup, bien que non explicitement mentionnées dans ce traité, sont alors reconnues comme une partie intégrante du Japon. En ce qui concerne l'île de Sakhaline / Karafuto, le traité dispose qu'elle « demeure, comme par le passé, indivise entre le Japon et la Russie ».
Par le traité de Saint-Pétersbourg de 1875, la Russie et le Japon conviennent que le Japon renonce à tous droits sur Sakhaline en échange de l'abandon par la Russie de tous droits sur les îles Kouriles en faveur du Japon.
La guerre russo-japonaise de 1904-1905 est un désastre militaire pour la Russie,. Le traité de Portsmouth de 1905, conclu à la fin de cette guerre, attribue la moitié Sud de l'île de Sakhaline au Japon.
Bien que le Japon ait occupé des parties de l'Extrême-Orient russe durant la Guerre civile russe à la suite de la révolution d'Octobre, le Japon n'annexe formellement aucun de ces territoires qui sont évacués par l'armée japonaise au milieu des années 1920.
Il n'y a pratiquement aucune activité hostile entre l'URSS et le Japon après que la bataille de Khalkin Gol a mis fin aux conflits frontaliers soviéto-japonais en 1939 et avant que l'URSS ne déclare la guerre au Japon (voir Invasion soviétique de la Mandchourie) le 8 août 1945. Le pacte de neutralité nippo-soviétique est signé à Moscou le 13 avril 1941 mais il est dénoncé unilatéralement par l'Union soviétique en 1945. Le 14 août 1945, le Japon accepte la déclaration de Potsdam et le lendemain annonce sa capitulation inconditionnelle. L'opération soviétique d'occupation des îles Kouriles se déroule entre le 18 août et le 3 septembre. Les habitants japonais sont rapatriés deux ans plus tard.

## Contentieux contemporain

### Accords de la Seconde Guerre mondiale

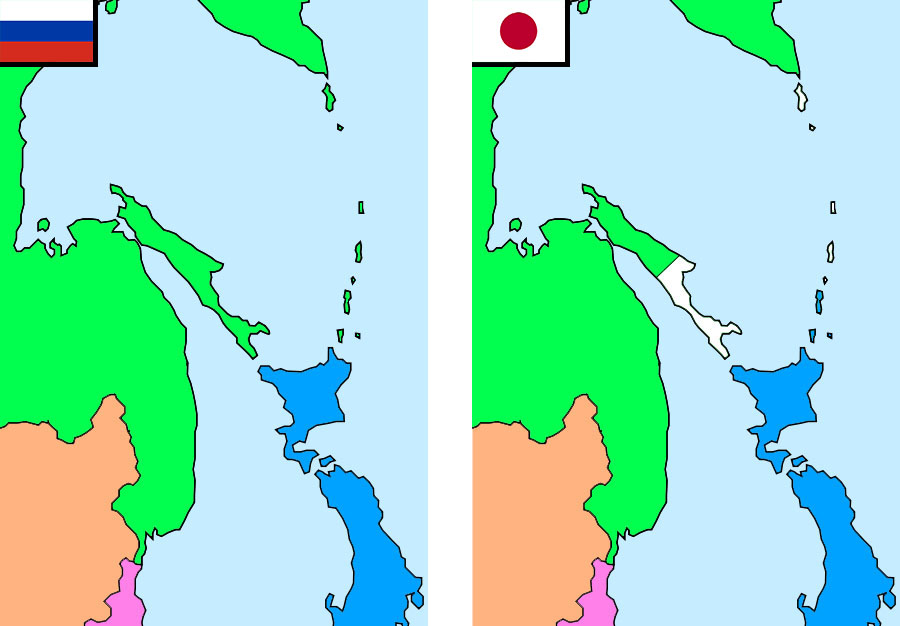
Revendications russes et japonaises.

Le différend contemporain sur les îles Kouriles qui apparaît au lendemain de la Seconde Guerre mondiale est la conséquence d'ambiguïtés et de différences d'interprétation sur le sens des accords de Yalta (février 1945), de la déclaration de Potsdam (juillet 1945) et du traité de San Francisco (septembre 1951). L'accord de Yalta, signé par les États-Unis, la Grande-Bretagne et l'Union soviétique, stipule :

« Les dirigeants des trois grandes puissances — l'Union soviétique, les États-Unis d'Amérique et la Grande-Bretagne — conviennent que deux ou trois mois après que l'Allemagne aura capitulé et que la guerre en Europe sera terminée, l'Union soviétique entrera en guerre contre le Japon aux côtés des Alliés, à condition que : [....] 2. les anciens droits de la Russie violés par l'attaque perfide du Japon en 1904 seront rétablis, à savoir .: (a) la partie Sud de Sakhaline ainsi que les îles qui lui sont adjacentes seront restituées (returned) à l'Union soviétique; [....] 3. Les îles Kouriles seront transférées (handed over) à l'Union soviétique. »

Le Japon — ainsi que les États-Unis — affirment que l'accord de Yalta ne s'applique pas aux Territoires du Nord parce qu'ils ne font pas partie des îles Kouriles auxquelles le Japon a renoncé à San Francisco, bien que des géographes aient parfois inscrit les îles disputées dans le cadre de la chaîne des Kouriles. Dans un article publié en 1998 dans la revue Pacific Affairs (en), Bruce Elleman, Michael Nichols et Matthew Ouimet font valoir que les États-Unis n'ont jamais accepté la cession de toutes les îles Kouriles à l'Union soviétique et ont maintenu à partir de la conférence de Yalta qu'ils ont simplement convenu depuis lors que Moscou pourrait négocier directement avec Tokyo pour arriver à une solution mutuellement acceptable et que les États-Unis soutiendraient un tel accord de paix d'acquisition des Kouriles par les Soviétiques. Comme élément clé de la preuve, le même article (page 494 de) cite une lettre du 27 août 1945 de Truman à Staline : Vous avez manifestement mal compris mon message [sur les îles Kouriles][...]. Je ne parlais d'aucun territoire de la République soviétique. Je parlais des îles Kouriles, territoire japonais, dont le sort doit être décidé par un accord de paix. J'ai été informé que mon prédécesseur avait accepté de soutenir l'acquisition soviétique de ces îles dans le cadre d'un règlement de paix. L'Union soviétique - et par la suite la Russie - ont rejeté cette position.
La déclaration de Potsdam stipule ce qui suit concernant les territoires japonais : 8. Les termes de la déclaration du Caire doivent être mis en œuvre et la souveraineté japonaise sera limitée aux îles de Honshū, Hokkaidō, Kyūshū, Shikoku et autres îles mineures que nous déterminerons. Les îles comprenant les Territoires du Nord ne sont pas explicitement incluses dans cette liste mais par la suite les États-Unis ont maintenu, en particulier lors de la préparation du traité de San Francisco, que l'expression « et ces îles mineures que nous déterminerons » pourrait être utilisée pour justifier le transfert au Japon des Territoires du Nord.
La déclaration du Caire de 1943 ne mentionne pas explicitement les îles Kouriles mais déclare : Le Japon sera également expulsé de tous les autres territoires dont il s'est emparé par la violence et la cupidité.
Le Japon a plus tard affirmé que la déclaration du Caire et la déclaration de Potsdam ne s'appliquaient pas aux îles au motif qu'elles n'ont jamais appartenu à la Russie ni n'ont été revendiquées par elle depuis l'établissement des relations diplomatiques entre les deux pays en 1855, et qu'elles ne font donc pas partie des territoires acquis par le Japon « par la violence et la cupidité ».

### Traité de San Francisco
Un important différend concernant le statut des îles Kouriles surgit entre les États-Unis et l'Union soviétique lors de la préparation du traité de San Francisco en 1951. Le traité est censé être un traité de paix permanent entre le Japon et les puissances alliées de la Seconde Guerre mondiale. À cette époque, la Guerre froide a déjà pris racine et la position des États-Unis en ce qui concerne les accords de Yalta et de Potsdam a considérablement changé. Les États-Unis soutiennent alors que la déclaration de Potsdam doit avoir préséance et que le strict respect de l'accord de Yalta n'est plus nécessaire puisque, de l'avis des États-Unis, l'Union soviétique elle-même a violé plusieurs dispositions de l'accord de Yalta en relation avec les droits d'autres pays. L'Union soviétique est fermement en désaccord et exige que les États-Unis adhèrent à ses promesses faites à l'Union soviétique à Yalta comme une des conditions de l'entrée en guerre de l'Union soviétique contre le Japon. Un point particulier de désaccord à l'époque était le fait que le projet de texte du traité, tout en affirmant que le Japon renonce à tous les droits sur Sakhaline du Sud et les îles Kouriles, n'indiquait pas explicitement que le Japon devrait reconnaître la souveraineté de l'Union soviétique sur ces territoires.
Le traité de San Francisco est officiellement signée par 49 pays, dont le Japon et les États-Unis le 8 septembre 1951. L'article (2c) stipule :
Le Japon renonce à tous droits, titres et revendications sur les îles Kouriles et à la partie Sud de Sakhaline et les îles qui lui sont adjacentes sur lesquelles le Japon a acquis la souveraineté comme conséquence du traité de Portsmouth du 5 septembre 1905. Le département d'État des États-Unis précise plus tard que les îles Habomai et Chikotan[...] font bien partie de Hokkaidō et que le Japon a le droit à la souveraineté sur elles. La Grande-Bretagne et les États-Unis conviennent que les droits territoriaux ne seront pas accordés aux nations qui n'ont pas signé le traité de San Francisco et les îles ne sont donc pas formellement reconnues comme territoires soviétiques.
L'Union soviétique a refusé de signer le traité de San Francisco et déclaré publiquement que la question des îles Kouriles était l'une des raisons de son opposition au traité. Le Japon, quant à lui, a signé et ratifié le traité de San Francisco. Cependant, le gouvernement japonais et la plupart des médias japonais affirment actuellement que, déjà à l'époque de la conférence de paix de San Francisco en 1951, le Japon estimait que les îles Kounachir, Itouroup, Chikotan et Habomai ne faisaient techniquement pas partie des îles Kouriles et n'étaient donc pas couvertes par les dispositions de l'article (2c) du traité. Le moment de cette affirmation est contesté par la Russie et certains historiens occidentaux,. Dans un article publié en 2005 dans le The Japan Times, le journaliste Gregory Clark écrit que les déclarations officielles, les cartes et autres documents japonais de 1951 ainsi que les déclarations du chef de la délégation américaine à la conférence de San Francisco - John Foster Dulles - montrent clairement qu'au moment où le traité de San Francisco a été conclu en octobre 1951, le Japon et les États-Unis considéraient que les îles Kunashiri et Itouroup faisaient partie des îles Kouriles et étaient couvertes par l'article (2c) du traité. Clark défend un point de vue similaire dans un article paru en 1992 dans le New York Times.
Dans un ouvrage paru en 2001, Seokwoo Lee — universitaire coréen spécialiste du droit international — cite une déclaration faite le 19 octobre 1951 devant la Diète du Japon par Kumao Nishimura, directeur du bureau des traités du ministère des Affaires étrangères du Japon, indiquant que tant Itouroup que Kunashiri font partie des îles Kouriles et sont donc couverts par l'article (2c) du traité de San Francisco.
La résolution du Sénat des États-Unis du 28 avril 1952 ratifiant le traité de San Francisco déclare explicitement que l'URSS n'a pas de titre sur les îles Kouriles dispose :

« Dans le cadre de cet avis et de ce consentement, le Sénat considère que rien de ce que contient le traité [traité de paix de San Francisco] n'est supposé diminuer ou préjuger en faveur de l'Union soviétique, les droits, titres et intérêts du Japon ou des puissances alliées telles que définies dans ledit traité, à l'intérieur et au Sud de Sakhaline et des îles adjacentes, les îles Kouriles, les îles Habomai, l'île de Chikotan ou tout autre territoire, les droits ou intérêts possédés par le Japon au 7 décembre 1941 ni conférer aucun droit, titre ou bénéficie en faveur de l'Union soviétique. »

Les États-Unis maintiennent cette position jusqu'à ce qu'un traité de paix entre le Japon et la Russie soit conclu, les Territoires du Nord contestées restent territoire japonais sous occupation militaire russe selon les termes du General Order No. 1 (en).

### Déclaration commune soviéto-japonaise de 1956
Pendant les pourparlers de paix de 1956 entre le Japon et l'Union soviétique, le côté soviétique propose de régler le différend en retournant Chikotan et Habomai au Japon. Dans la ronde finale des pourparlers, la partie japonaise reconnaît la faiblesse de sa prétention sur Itouroup et Kunashiri et accepte le retour des îles Shikotan et Habomai en échange d'un traité de paix. Cependant, les Américains interviennent et bloquent l'accord. L'avertissement des États-Unis au Japon qu'un retrait de la revendication japonaise sur les autres îles signifierait que les États-Unis garderaient Okinawa détermine le Japon à refuser ces termes. Washington affirme que le traité de paix de San Francisco « ne détermine pas la souveraineté des territoires auxquels le Japon renonce » mais que « le Japon n'a pas le droit de transférer la souveraineté sur ces territoires ». Néanmoins, le 19 octobre 1956 à Moscou, l’URSS et le Japon signent la déclaration commune soviéto-japonaise. La déclaration met un terme à l'état de guerre entre l'Union soviétique et le Japon qui « techniquement » existe encore entre les deux pays depuis août 1945. La déclaration commune ne règle pas le différend des îles Kouriles dont la résolution est reportée jusqu'à la conclusion d'un traité de paix permanent entre l'URSS et le Japon. Toutefois, l'article 9 de la Déclaration commune stipule : L'URSS et le Japon sont convenus de poursuivre, après l'établissement de relations diplomatiques normales entre eux, les négociations pour la conclusion d'un traité de paix. Par la présente, l'URSS, en réponse aux désirs du Japon et en prenant en considération l'intérêt de l'État japonais, s'engage à remettre au Japon les îles Habomai et Chikotan à condition que l'actuel passage au Japon de ces îles sera effectué après la conclusion d'un traité de paix.

#### Différend sur la composition des îles Kouriles
La question de savoir si les îles Itouroup et Kunashiri font partie des Kouriles et donc si elles sont couvertes par l'article (2c) du traité de San Francisco demeure l'une des principales questions en suspens dans le différend sur les îles Kouriles. À partir d'un livre paru en 1966 par un ancien diplomate japonais membre de la délégation japonaise de 1956 sur les pourparlers de paix de Moscou, Clark reconstitue la première demande japonaise selon laquelle Itouroup et Kunashiri ne font pas partie des Kouriles lors des négociations sur la déclaration commune soviéto-japonaise de 1956. L'Union soviétique rejette l'idée à l'époque et par la suite la Russie a maintenu la même position jusqu'à présent.

### Évènements récents
Les positions des deux parties n'ont pas sensiblement changé depuis la déclaration conjointe de 1956 et un traité de paix permanent entre le Japon et la Russie n'a toujours pas été conclu.
Le 7 juillet 2005, le Parlement européen émet une déclaration officielle recommandant la restitution des territoires en litige, déclaration contre laquelle la Russie proteste immédiatement.
Pas plus tard qu'en 2006, l'administration russe de Vladimir Poutine offre au Japon la restitution de Chikotan et des îles Habomai (environ 6 % de la zone contestée) si le Japon renonce à ses revendications sur deux autres îles, se référant à la déclaration conjointe soviéto-japonaise de 1956 qui promettait que Chikotan et les Habomai seraient rendues au Japon une fois signé un traité de paix ,,.
Le Japon a offert une aide financière substantielle aux îles Kouriles si elles étaient restituées. Cependant, en 2007, les habitants des îles commencent à bénéficier de la croissance économique et de l'amélioration du niveau de vie résultant notamment de l'expansion de l'industrie de transformation du poisson. En conséquence, on pense que les insulaires sont moins susceptibles d'être séduits par les offres japonaises de soutien financier.
Le 6 février 2008, Japan Today, site de nouvelles en langue anglaise au Japon, rapporte que le président russe a proposé au Premier ministre japonais Yasuo Fukuda de régler définitivement tous les différends territoriaux sur les îles Kouriles et lui a envoyé une lettre l'invitant à venir en Russie pour en discuter.
Le différend sur les îles Kouriles est aggravé le 16 juillet 2008 lorsque le gouvernement japonais publie de nouvelles lignes directrices pour les manuels scolaires incitant les enseignants à dire que le Japon possède la souveraineté sur les îles Kouriles. Le Ministère russe des Affaires étrangères annonce le 18 juillet que « [ces gestes] ne contribuent ni au développement de la coopération positive entre les deux pays ni au règlement du différend » et réaffirme sa souveraineté sur les îles.
Le Premier ministre japonais Tarō Asō et le président russe Dmitri Medvedev se rencontrent à Sakhaline le 18 février 2009 pour discuter de la question des îles Kouriles. Asō déclare, après la réunion, qu'ils sont convenus d'accélérer les efforts pour résoudre le différend de sorte que ne soit pas laissée aux générations futures la responsabilité de trouver une solution.

#### Question des visas
La Russie a fait plusieurs concessions au Japon. Elle a, par exemple, autorisé les voyages sans visa sur les îles Kouriles pour les citoyens japonais. Les pêcheurs du Japon sont également autorisés à pêcher dans la zone économique exclusive de la Russie.
Cependant, les tensions semblent monter des deux côtés tandis que le responsable russe de la région des Kouriles a appelé à l'abandon du programme d'exemption de visa et que des pêcheurs japonais sont la cible de tirs dans les eaux russes. Un pêcheur japonais est abattu par une patrouille russe en 2006.
La Russie met fin à ces visites sans visa en mars 2022, dénonçant la « position inamicale » du Japon à la suite de sa participation effective aux sanctions économiques demandées par Washington dans la foulée de l'invasion de l'Ukraine par la Russie en 2022.

#### Visite du président Medvedev
Le président russe Dmitri Medvedev est cité par l'agence Reuters le 29 septembre 2010 comme disant qu'il prévoyait pour bientôt une visite aux îles contestées et appelant les Kouriles du Sud « une importante région de notre pays ». Le ministère japonais des Affaires étrangères critique la déclaration de Medvedev, la qualifiant de « regrettable ». De nombreux analystes considèrent également que l'annonce de la visite est à mettre en relation avec la récente déclaration conjointe concernant la Seconde Guerre mondiale entre la Chine et la Russie et liée au conflit territorial des îles Senkaku entre le Japon et Taiwan. Le 1er novembre, Medvedev visite l'île de Kounachir ce qui déclenche des frictions avec le Japon. La visite de Medvedev est considérée à Moscou comme un signal en direction du Japon pour l'informer que sa bruyante diplomatie relative aux îles échouerait. Naoto Kan, Premier ministre du Japon, qualifie cette visite d'« inadmissible grossièreté » et rappelle ensuite l'ambassadeur de son pays à Moscou. Le lendemain de la visite, Sergueï Lavrov, ministre russe des Affaires étrangères, annonce que Medvedev prévoit d'autres déplacements sur les îles en litige, ce qui entraîne un avertissement de la part de Tokyo.

#### Renforcement des défenses
Le 10 février 2011, le président russe Dmitri Medvedev appelle à une augmentation des déploiements militaires sur les îles Kouriles. En faisant cette déclaration, Medvedev dit que les îles font partie « inséparable » du pays et sont une région stratégique russe. Aucune référence directe n'est faite quant aux équipements militaires qui seraient déployés sur les îles, bien que l'agence d'information russe RIA Novosti rapporte que des navires d'assaut amphibies de la nouvelle classe Mistral, construits en accord avec la France, seraient déployés dans la région. Le 15 février, sont annoncés les plans pour le déploiement de systèmes avancés de missiles anti-aériens sur les îles.

#### Intrusion de chasseurs russes
Le 7 février 2013, des chasseurs russes de type Su-27 pénètrent dans l'espace aérien au-dessus des eaux territoriales au Nord de l'île de Hokkaidō. Des F-2 de la force aérienne d'autodéfense japonaise sont dépêchés en réponse. La Russie mène des vols réguliers sur les îles Kouriles mais un porte-parole de l'Armée de l'air russe dit qu'aucun de ses avions n'est entré dans l'espace aérien japonais. C'est la première incursion de l'aviation russe depuis 2008.

#### Évolutions depuis 2013
Après avoir remporté les élections législatives japonaises de 2012, le Premier ministre Shinzō Abe tient sa promesse de relancer les pourparlers sur la nature contestée des îles. À la fin d'avril 2013, il se rend à Moscou pour discuter avec le président russe Vladimir Poutine. Abe dit : « Le potentiel de coopération n'a pas été suffisamment débloqué et il est nécessaire de renforcer la coopération entre nos pays en tant que partenaires » ; il ajoute qu'« il a l'intention d'avoir une bonne relation personnelle avec Poutine comme base pour résoudre le différend ».
En décembre 2016, Vladimir Poutine concède que la situation est « anachronique » et qu'il convient de la régler. Il insiste sur la question du libre-passage de la Flotte russe du Pacifique dans le détroit libre de glaces entre Kounachir et Itouroup.
En 2019, 24 pêcheurs japonais sont arrêtés par les garde-frontières russes, puis relâchés après le paiement d'une amende pour avoir dépassé leur quota de poulpes.
En mars 2022, en raison de l'invasion de l'Ukraine par la Russie, le contentieux est ravivé. En rétorsion aux sanctions prises par le Japon, la Russie annonce le 22 mars l'arrêt des pourparlers de paix. Le Japon réagit en accusant la Russie d'avoir annexé illégalement les Kouriles.

## Positions actuelles

### Point de vue japonais
La position actuelle du Japon sur le différend est donnée dans la brochure officielle du ministère japonais des Affaires étrangères:
- La déclaration du Caire et la déclaration de Potsdam ne s'appliquent pas aux Territoires du Nord parce que ces îles n'ont jamais appartenu à la Russie, même avant la Guerre russo-japonaise de 1904-1905.
- La Russie n'a jamais demandé les îles en litige précédemment, pas même depuis le début des relations diplomatiques avec le Japon en 1855. Par conséquent, les îles contestées ne peuvent pas être considérés comme faisant partie des territoires acquis par le Japon « par violence et cupidité ».
- Les accords de Yalta « ne déterminent pas le règlement final du problème territorial car ils ne sont pas plus qu'une déclaration par les dirigeants d'alors des puissances alliées à des principes du règlement d'après-guerre. (Les questions territoriales devraient être réglées par un traité de paix.) En outre, le Japon n'est pas lié par ce document auquel il n'a pas donné son accord »[46].
- L'entrée de la Russie (alors Union soviétique) dans la guerre contre le Japon en 1945 était une violation du Pacte de neutralité nippo-soviétique et l'occupation des îles était donc une violation du droit international. L'Union soviétique a répudié le Pacte de neutralité le 5 avril 1945 mais le Pacte est resté en vigueur jusqu'au 13 avril 1946.
- Bien que, selon les termes de l'article (2c) du traité de San Francisco de 1951, le Japon ait renoncé à tout droit sur les îles Kouriles, le traité ne s'applique pas aux îles Kounachir, Itouroup, Chikotan et Habomai car elles ne sont pas incluses dans les îles Kouriles. Par ailleurs, l'Union soviétique n'a pas signé le traité de San Francisco.

#### Attitude du public au Japon
Il existe au Japon divers groupes privés coopérant avec les autorités locales et nationales pour encourager le peuple japonais à faire pression pour le retour des îles. Un homme dont la famille a été expulsée des îles, Kenjiro Suzuki, est à la tête de la branche Tokachi de la ligue Chishima Habomai résidents des îles (Chishima est le nom japonais des îles Kouriles). En 2008, la principale organisation disposait d'un budget d'environ 187 millions de yen (1.7 million de dollars américains).
En dehors de quelques nationalistes, la population japonaise se soucie peu des îles Kouriles.

### Point de vue de la Russie
La Russie soutient que toutes les îles Kouriles, y compris celles que le Japon appelle les Territoires du Nord, sont légalement une partie de la Russie à la suite de la Seconde Guerre mondiale et que cette acquisition était aussi valide que n'importe quel autre changement de frontières internationales après la guerre. Moscou cite les points fondamentaux suivants :
- Le langage explicite du traité de Yalta donne à l'Union soviétique un droit sur les Kouriles et l'Union soviétique s'est conformée à ses obligations en vertu de ce traité.
- La Russie, en tant qu'État successeur, a hérité de la possession des îles de l'ancienne Union soviétique, conformément au droit international.
- L'affirmation japonaise selon laquelle les îles contestées ne font pas partie des Kouriles est tout simplement une tactique pour renforcer la revendication territoriale de Tokyo et n'est pas supportée par l'Histoire ou la géographie.

La Russie dit qu'elle est ouverte à une « solution » négociée au différend relatif aux îles tout en déclarant que la légalité de sa propre revendication sur les îles n'est pas ouverte à la question. En d'autres termes, le Japon devrait d'abord reconnaître le droit de la Russie sur les îles puis essayer d'acquérir tout ou partie d'entre elles au moyen de négociations.
D'un point de vue militaire, les îles Kouriles sont un élément stratégique important pour la Russie. Le détroit de Vries ne gèle pas l'hiver et permet à la marine russe basée à Vladivostok d'accéder à l'Océan Pacifique. Les îles Kouriles permettent l'accès à la mer d'Okhotsk, et de là à une partie importante de la côte russe. La Russie craint d'être plus vulnérables aux forces américaines positionnées au Japon si elle cède les îles.

#### Attitude du public en Russie
En Russie, la plus grande partie de la population - ainsi que la masse des médias - s'opposent fermement à toute concession territoriale à l'égard du Japon. Le point de vue commun est que la Russie a remporté les îles Kouriles pendant la Seconde Guerre mondiale et a le droit de les garder, indépendamment de l'Histoire antérieure des territoires contestés. Beaucoup croient que la prise de ces îles au Japon est une juste récompense pour les sacrifices de la Russie pendant la Seconde Guerre mondiale et pour l'acquiescement de la Russie à l'invitation d'entrer en guerre contre le Japon faite par ses alliés. Les attitudes de l'opinion publique russe se sont durcies dans les années 2000. Selon un sondage effectué en juillet 2009 par le All-Russian Public Opinion Research Center (VTsIOM), 89 % des répondants étaient contre des concessions territoriales au Japon dans le différend sur les îles Kouriles, comparativement à 76 % lors d'un sondage similaire en 1994.
Selon un sondage publié en 2019, 77 % de la population se dit opposée à la cession des îles Kouriles au Japon, contre 14 % qui se disent favorables.

### Point de vue des Aïnous
Quelques voix parmi les Aïnous réclament également les îles Kouriles en avançant que leur groupe ethnique habitait l'archipel et Sakhaline avant l'arrivée des colons japonais et russes au XIXe siècle.
En 2004, la petite communauté aïnou qui vit dans le kraï du Kamtchatka écrit une lettre à Vladimir Poutine, lui demandant de reconsidérer toute initiative visant à attribuer les îles Kouriles du Sud au Japon. Elle lui demande également de reconnaître le génocide commis par les Japonais contre les Aïnous, demande rejetée par Poutine.

### Avis de pays tiers et d'organisations
Le Parlement européen dans sa résolution « Relations entre UE, la Chine et Taiwan et la sécurité en Extrême-Orient » adoptée le 7 juillet 2005, appelle la Russie à restituer au Japon les îles occupées des Kouriles du Sud.

### Documentation
Bibliographie
- (en) Tsuyoshi Hasegawa, Racing the Enemy: Stalin, Truman, and the Surrender of Japan, Harvard University Press, 2005.  (ISBN 0-674-01693-9).
- (en) John J. Stephan, The Kuril Islands Russo-Japanese Frontier in the Pacific Oxford : Clarendon Press, 1974.  (ISBN 0-19-821563-0)
- (en) Kimie Hara, 50 Years from San Francisco: Re-Examining the Peace Treaty and Japan's Territorial Problems, Pacific Affairs, vol. 74, no 3 (automne, 2001), pp. 361–382 [lire en ligne]
- (en) Seokwoo Lee, « Towards a framework for the resolution of the territorial dispute over the Kurile Islands », Boundary and territory briefing, v. 3, no 6, Université de Durham, 2001;  (ISBN 1-897643-44-6)
- (en) Seokwoo Lee, « The 1951 San Francisco Peace Treaty with Japan and the Territorial Disputes in East Asia » Pacific Rim Law & Policy Journal (en), vol 11 (2002), no 1, pp. 63–146 [lire en ligne]
- (en) David Rees, The Soviet seizure of the Kuriles, Greenwood Press, 1985  (ISBN 0-275-90154-8)
- Thierry Mormanne, « Le problème des Kouriles: pour un retour à Saint-Pétersbourg », Cipango, no 1, janvier 1992, p. 58-89.
- Thierry Mormanne, « Images des Territoires du nord », Hérodote, no 78-79, 4e trimestre 1995, p. 124-140.
- Thierry Mormanne, « La croisière franco-anglaise en guerre contre la Russie dans les Kouriles en 1855, et le Japon à l'école des neutres», Chronique d'histoire maritime, no 81, décembre 2016, pp. 85–103, et no 82, juin 2017, pp. 51–80.

Liens externes
- (en) Chishima: Frontiers of San Francisco (film documentaire)
- (en) Japan's Northern Territories, Ministère des affaires étrangères japonais
- (en) Kosuke Takahashi (en), « The convoluted case of the coveted Kurils », Asia Times, le 25 novembre 2004
- (en) Kosuke Takahashi, « Creative thinking on the Kurils », Asia Times, le 20 avril 2005
- (ru) Little known facts in history of the dispute
- (ru) Russian view on the history of the dispute
- Kanako Takahara, « Nemuro raid survivor longs for homeland », Japan Times, 22 septembre 2007 (consulté le 26 décembre 2014)